# Telofas

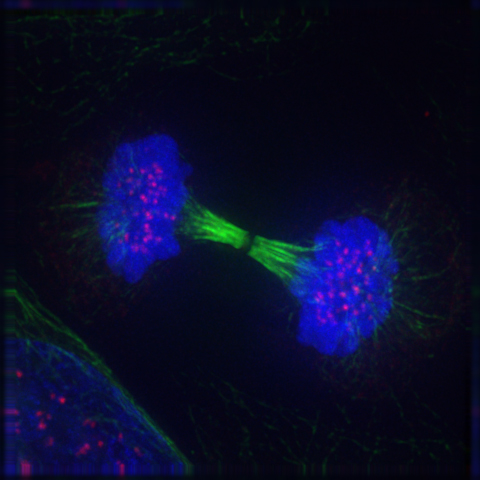

Telofas är tillståndet som cellen befinner sig i under mitosens gång. I detta tillstånd är den som mest känslig för yttre påverkan.
Under telofasen så börjar kärnmembranet hos respektive ny cell återbildas för att innesluta kromosomerna, som långsamt trasslar ut sig till det mer fria tillstånd de hade innan celldelningen. 